# Зелёная альтернатива (партия, Россия)
«Зелёная альтернатива» — зарегистрированная российская левоцентристская экологическая политическая партия. 

## История создания
«Зелёная альтернатива» создана кремлевским политтехнологом Вячеславом Николаевичем Смирновым. Председателем партии избран Хвостов Руслан Алексеевич — экоактивист, член Общественной палаты Московской области, координатор проекта «Экологическая экспедиция» МОДЭП «Местные» (2016—2018). В период с декабря 2019 года по март 2020 года «Зелёная альтернатива» существовала как общественное движение. По словам Руслана Хвостова, партия не имеет ничего общего с одноимённым общественным движением 2009—2012 годов, которое возглавлял Олег Митволь.
В начале февраля 2020 года в Министерство юстиции Российской Федерации были поданы документы на регистрацию политической партии.
Как отмечают члены партии, «Зелёная альтернатива» не связана исключительно с экологическим движением, а скорее относится к типу «умеренной левой экологической партии европейского типа».
10 марта 2020 года состоялся первый учредительный съезд «Зелёной альтернативы», на котором главой политической партии был избран Руслан Хвостов, набрав почти 80 % голосов, а Алексей Куделин стал неформальным лидером партии.
На апрель 2020 года «Зеленая альтернатива» включает в себя 31 региональное отделение в 31 субъекте РФ. В планах оргкомитета в первой половине 2020 года провести расширение численности партии до 500 человек и 43 отделений.
По состоянии на май 2020 года было зарегистрировано 48 отделений партии.

## Идеология
По утверждениям организаторов, программа партии была разработана в январе 2020 года во время неофициального собрания членов партии. Основным направлением программы декларируется решение актуальных экологических проблем в России. Также известно что 10 марта 2020 года первый съезд партии «Зелёная альтернатива» посетили представители ликвидированной партии «Альянс зелёных». 
По словам лидера партии Руслана Хвостова, «Зелёная альтернатива» сильно отличается от старейшей экологической партии России «Зелёные», которую он считает больше экспертным сообществом, чем политической силой, которая решает вопросы людей. Партия поддерживает идеи международного общественного движения «Fridays For Future».
В июне 2020 года партия предложила установить памятник экоактивистке Грете Тунберг в центре московского Гайд-парка в Сокольниках.
В 2021 году «Зелёная альтернатива» подала заявку на вступление в Европейскую партию зелёных.

## Участие в выборах
На Выборах в Челябинской области ярким представителем партии являлась журналист-блогер София Гудим, которая шла третьим номером в партийном списке. По итогу выборов, мандат получил Михаил Махов, который шел во главе списка партии.
В Единый день голосования 13 сентября 2020 года партия преодолела избирательный барьер в Законодательное собрание Челябинской области набрав 5,36 % получив по партийному списку 1 депутатский мандат и на выборах в Государственный совет Республики Коми набрав 10 %, получив один мандат.
По итогу выборов в 2020 года, по требованию статьи 44 Федерального закона от 22.02.2014 N 20-ФЗ «О выборах депутатов Государственной Думы Федерального Собрания Российской Федерации» — партия «Зелёная альтернатива» получила парламентскую квоту на участие в Выборах в Государственную думу (2021) без сбора подписей.
В 2021 году на выборах в Государственную думу выдвинула всего 32 кандидата по одномандатным округам, меньше всех из других участвующих в выборах партий. Федеральный партийный список партии возглавила певица Виктория Дайнеко, сам лидер партии Руслан Хвостов возглавил региональную группу Московской области. По итогу которых не прошла в федеральный парламент, получив 0,64 % голосов.
| Региональный парламент | Год выборов и количество мест | Год выборов и количество мест | Текущие места | Текущие места | Следующие выборы |
| Региональный парламент | Год выборов и количество мест | Год выборов и количество мест | #             | Место         | Следующие выборы |
| Региональный парламент | 2020                          | 2021                          | #             | Место         | Следующие выборы |
| ---------------------- | ----------------------------- | ----------------------------- | ------------- | ------------- | ---------------- |
| Республика Коми        | 1                             | 1                             | 1 из 30       | #4            | 2025             |
| Челябинская область    | 1                             | 1                             | 1 из 60       | #6            | 2025             |

В 2024 году на досрочных выборах губернатора Самарской области и выборах губернатора Челябинской области зампред партии Степан Соловьев был зарегистрирован кандидатом в губернаторы.

### Критика
Ряд политологов скептически относятся к шансам партии на выборах. Олег Митволь заявил, что в новой партии «по существу экологии нет, только хайп. Будущего у такой партии нет, видимо, они выполняют какую-то задачу хайповой поддержки». 
Директор по политическому анализу Института социального маркетинга Виктор Потуремский отметил, что «Зелёная альтернатива» является нишевой партией: «Шансы её, к сожалению, я оцениваю не очень высоко. Экологическая проблематика, безусловно, есть. Однако есть ли запрос на самостоятельную экологическую партию? Его нет. Экологическая повестка сейчас будет присутствовать в больших системных партиях с ресурсом, а главное, с результатом». 